# Chłopiec z Xanten

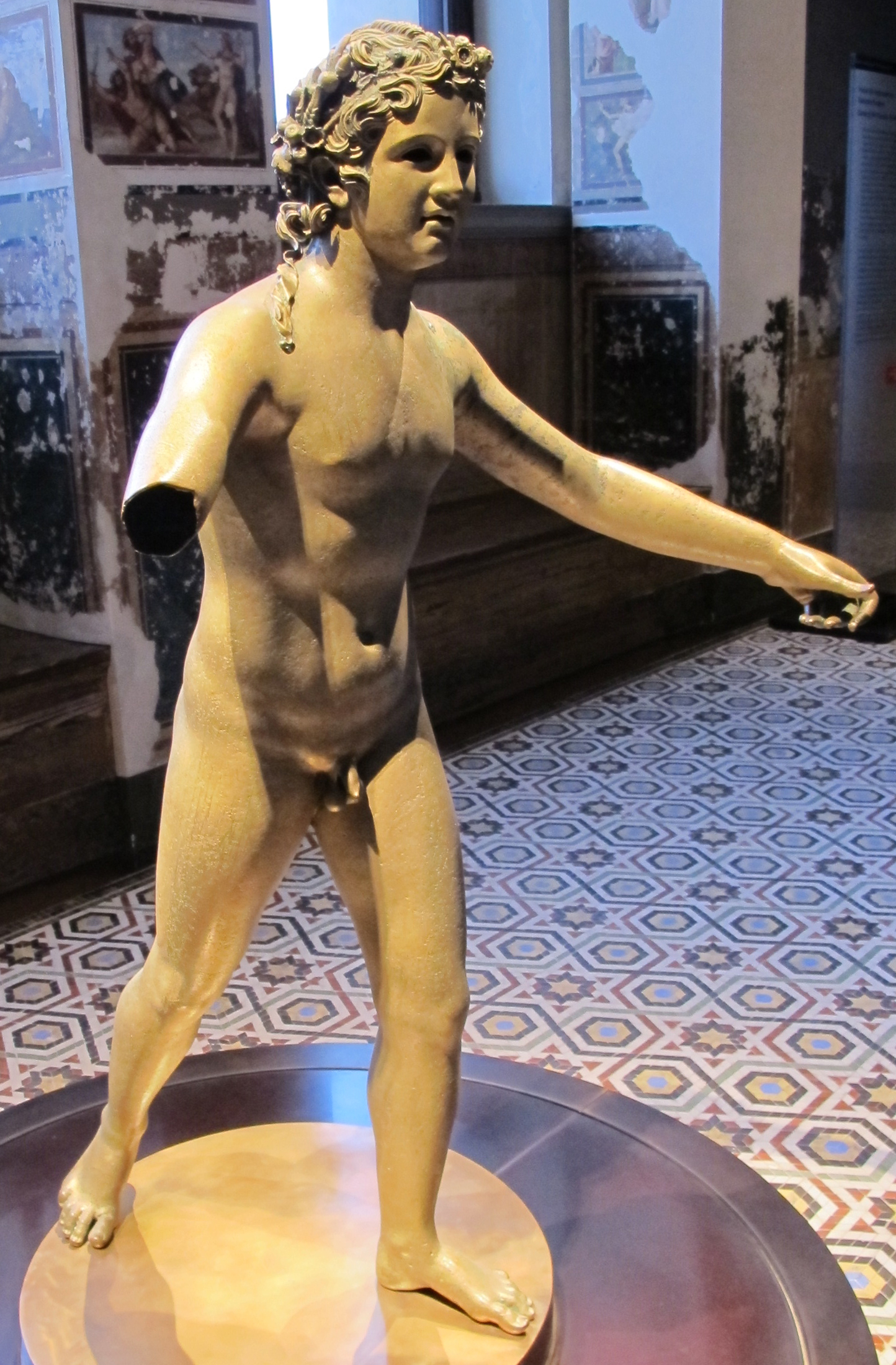
Odlew posągu chłopca z Xanten

Chłopiec z Xanten (lub chłopiec z Lüttingen) – posąg z brązu, z rzymskiego Xanten (Colonia Ulpia Traiana), znajdujący się w kolekcji antyków, w Berlinie (numer inwentarza, sektor 4). Obecnie stoi w sali Bachusa, w Nowym muzeum.
Chłopiec z Xanten został odkryty 16 lutego 1858 przez sześciu rybaków z Lüttingen i Bislich nad brzegiem Renu, na wysokości miejscowości Bislich. Statua ma wysokość 1,44 m i nie ma gałek ocznych i prawego przedramienia, ale poza tym jest w dużej mierze dobrze zachowana.
Oryginalną funkcją postaci było służenie gościom podczas uczt. Chłopiec z Lüttingen posiadał prostokątną lub owalną tacę, którą trzymał w dłoniach, jednak nie wiadomo kiedy taca zaginęła i do dziś nie została znaleziona.

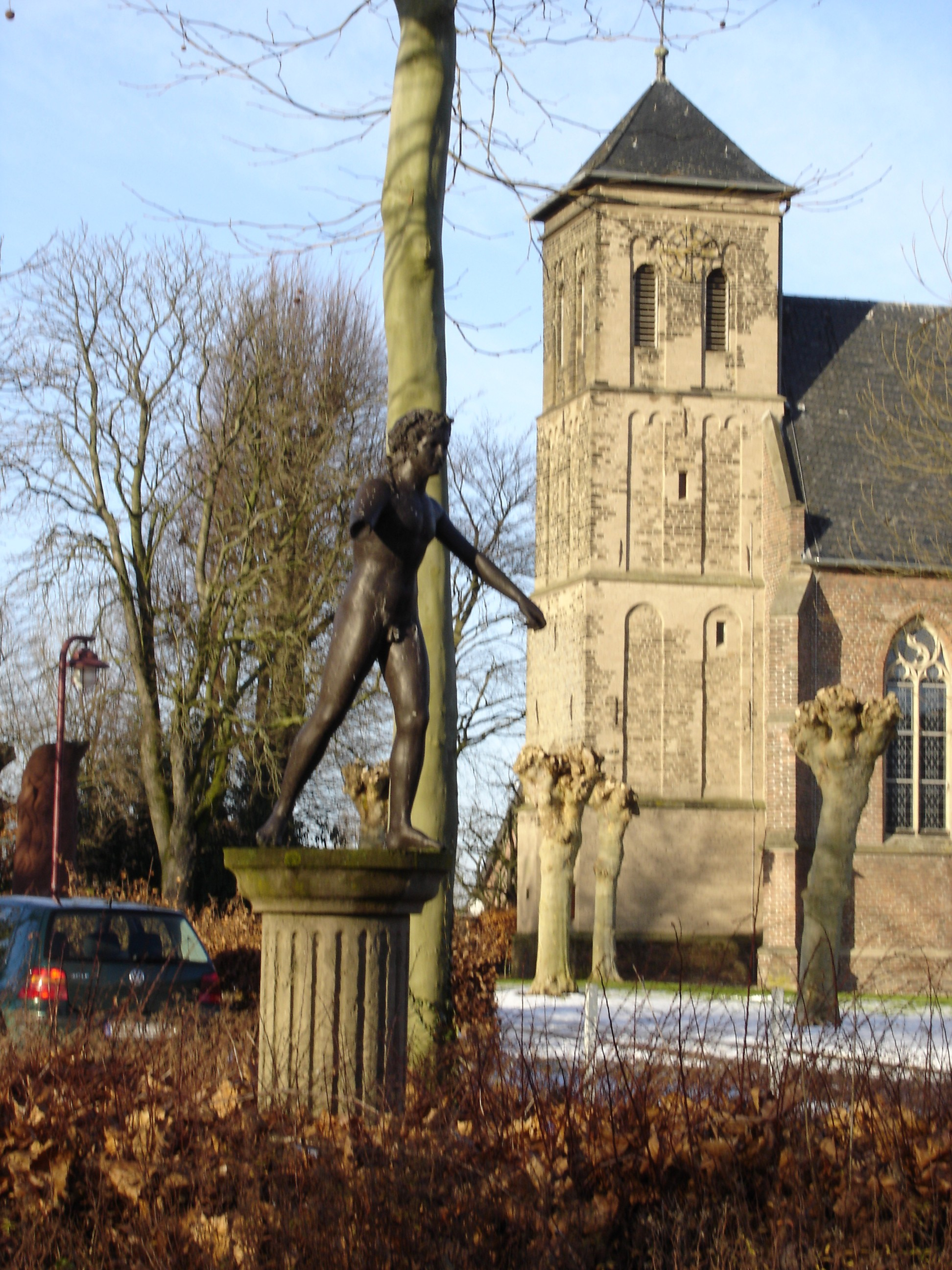
Odlew chłopca z Lüttingen, w tle kościół

Wartość rzeźby oszacowano na 8.000 talarów w momencie odkrycia; osiem miesięcy po odkryciu została zabrana do Berlińskiej Kolekcji Zabytków, gdzie jest wystawiana do dziś. Odlew chłopca z Xanten jest własnością niem. Rheinisches Landesmuseum Bonn (muzeum w Bonn) i niem. Römermuseum in Xanten (muzeum rzymskiego w Xanten). Kolejny odlew chłopca z Xanten został przygotowany przez miasto i obywatelskie stowarzyszenie Lüttingen i umieszczony przed kościołem Świętego Pantaleona. Od 1860 odlewy postaci są dostępne w gipsowni berlińskiej.

## Literatura
- Hans-Joachim Schalles, Uwe Peltz: Der Xantener Knabe. Technologie, Ikonographie, Funktion und Datierung. (Raporty z Xanten, tom 22). Wydawnictwo: Philipp von Zabern, Moguncja 2011, ISBN 978-3-8053-4431-9. (niem.)